# Dacryodes trinitensis
Dacryodes trinitensis là một loài thực vật có hoa trong họ Burseraceae. Loài này được Sandwith mô tả khoa học đầu tiên năm 1965.